# Potamorhina pristigaster
Potamorhina pristigaster är en fiskart som först beskrevs av Steindachner, 1876.  Potamorhina pristigaster ingår i släktet Potamorhina och familjen Curimatidae. Inga underarter finns listade i Catalogue of Life.